# Jean-Georges Garneau
Jean-Georges Garneau, né le 19 novembre 1864 et mort le 5 février 1944 à Québec, est un homme politique et homme d'affaires québécois. Il est maire de Québec de 1906 à 1910.

## Biographie

### Jeunesse
Il est le fils de Pierre Garneau, maire de Québec de 1870 à 1874, et de Charlotte-Cécile Burroughs. Il étudie au Séminaire de Québec et ensuite à l'École polytechnique de Montréal où il obtient un diplôme d'ingénieur civil. Le 7 janvier 1892, il épouse Marie-Alma Benoit, fille d'Alphonse Benoit, avocat et ministre de la Milice, et de Délia Lavigne.

### Carrière
Garneau, au début de sa carrière d'ingénieur, est impliqué dans la construction d'un chemin de fer entre le Lac Saint-Jean et la ville de Québec. Il assume ensuite la présidence de l'entreprise familiale « Pierre Garneau fils et cie ». En 1904, il devient professeur titulaire de chimie analytique à l'Université Laval.

### Carrière politique
Il est élu maire de Québec par le conseil municipal le 1er mars 1906 et est réélu au suffrage direct en mars 1908. Il demeure en fonction jusqu'au 1er mars 1910. C'est sous son mandat que se déroulent les festivités du tricentenaire de Québec.
De 1908 à 1939, il est le premier président de la Commission des champs de bataille nationaux.

## Honneurs
- En 1908, à l'occasion du tricentenaire de la fondation de Québec, il se voit octroyer le titre de Knight Bachelor par le prince de Galles et futur roi George V ce qui lui permet de porter le titre de sir[3]. À la même occasion, il est fait chevalier de la Légion d'honneur par le vice-amiral Horace Jauréguiberry, représentant de la France pour les célébrations.

- Le boulevard Benoit-XV, dans la ville de Québec, s'appelait auparavant boulevard Garneau en son honneur avant 1917.

- Le monument Sir-George-Garneau est présent, depuis 1958, dans le Parc des Champs-de-Bataille à Québec. Il s'agit d'une œuvre de Raoul Hunter.

- L'avenue Garneau dans la ville de Québec est nommée en son honneur depuis 1969.